# Meriania radula
Meriania radula är en tvåhjärtbladig växtart som först beskrevs av George Bentham, och fick sitt nu gällande namn av José Jéronimo Triana. Meriania radula ingår i släktet Meriania och familjen Melastomataceae. Inga underarter finns listade i Catalogue of Life.